# Craterestra bifascia
Craterestra bifascia là một loài bướm đêm trong họ Noctuidae.